# ناریندر سینگ کاپانی
 ناریندر سینگ کاپانی (پنجابی: ਨਰਿੰਦਰ ਸਿੰਘ؛ زاده ۱۲ اکتبر ۱۹۲۶) یک فیزیک‌دان اهل هند است.